# أوليفييه أوبين ميرسييه
أوليفييه أوبين ميرسييه (
نطق فرنسي: [ɔlivje obɛ̃ mɛʁsje]؛ مواليد 23 فبراير 1989) هو مُقاتل فنون قتالية مختلطة كندي.

## وصلات خارجية
- أوليفييه أوبين ميرسييه على موقع يو إف سي (الإنجليزية)
- أوليفييه أوبين ميرسييه على موقع شيردوغ (الإنجليزية)
- أوليفييه أوبين ميرسييه على موقع Tapology.com (الإنجليزية)
- أوليفييه أوبين ميرسييه على موقع IMDb (الإنجليزية)
- أوليفييه أوبين ميرسييه على موقع قاعدة بيانات الفيلم (الإنجليزية)